# Волхв (фильм)
«Волхв» (англ. The Magus в другом переводе «Маг») — фильм режиссёра Гая Грина по одноименному роману Джона Фаулза, который назвал экранизацию «полнейшей катастрофой».

## Сюжет
Николас Эрфе — британец, выпускник Оксфорда. В Лондоне он знакомится с девушкой Алисон, они встречаются, но сделать ей предложение он не решается. После окончания учёбы он приезжает работать учителем на один из маленьких греческих островов Фраксос. Эрфе стремится к жизни полной тайн и загадок, обыденность ему скучна. И именно такая жизнь его ждёт, когда он знакомится с владельцем виллы «Бурани» на другой от школы стороне острова — Морисом Кончисом. Главный герой оказывается втянут в странные, порой загадочные и мистические события. Они настолько поглощают его, что он отказывается от Алисон и его настоящей жизни, стремясь лишь продлить тайну. Но вместо сказки наступает кошмар.
Финал открыт.

## Восприятие
Фильм стал полным разочарованием для критиков. Фаулз был крайне разочарован фильмом и возложил большую часть вины на режиссера Гая Грина, несмотря на то, что сам писал сценарий. Майкл Кейн вспоминал, что это был один из худших фильмов, в которых он принял участие, наряду с «Роем» и «Ашанти», потому что никто не знал, о чём идёт речь. Кэндис Берген рассказала в интервью: «Я не знала, что делать, и никто мне не говорил. Я не могла составить представления». Когда Питера Селлерса спросили, изменил бы он что-нибудь в своей жизни, если бы у него была такая возможность, он в шутку ответил: «Я бы сделал всё точно так же, только не стал бы смотреть "Волхва"».
Несмотря на провал фильма, он был номинирован на премию BAFTA за лучшую операторскую работу и приобрёл культовую известность.

### Кассовые сборы
По данным кинокомпании Fox, для окупаемости фильму необходимо было собрать в прокате 7 миллионов долларов, а к 11 декабря 1970 года он заработал 2 450 000 долларов, что принесло студии лишь убытки.

### Цифровой релиз
Впервые фильм был выпущен на DVD компанией 20th Century Fox 16 октября 2006 года.